# De kroon van Deirdre
De kroon van Deirdre is het zesentwintigste stripverhaal uit de reeks van De Rode Ridder. Het is geschreven door Willy Vandersteen en getekend door Frank Sels. De eerste albumuitgave was in 1965.

## Het verhaal
In dit album ontmoet Johan de Ierse prinses Deirdre. Zij wordt achtervolgd door het gevolg van roofridder Kian waaronder de heks Decca. Deze slaagt erin een niet af te zetten kroon op Deirdres hoofd te plaatsen. Om deze betovering te verbreken moet Johan samen met Lancelot naar het kasteel van Kian. Daar kan hij een betoverd beeld vernietigen waardoor Deirdre de kroon kan afzetten.